# Astrid Veillon
Pour les articles homonymes, voir Veillon.
 (août 2014).
Si vous disposez d'ouvrages ou d'articles de référence ou si vous connaissez des sites web de qualité traitant du thème abordé ici, merci de compléter l'article en donnant les références utiles à sa vérifiabilité et en les liant à la section « Notes et références ».
Astrid Veillon de La Garoullaye, dite par convenance Astrid Veillon, est une actrice, réalisatrice, autrice française, née le 30 octobre 1971 à Sainte-Foy-lès-Lyon (Rhône).

## Biographie

### Jeunesse et mannequinat
Issue d'une famille originaire de Combrée en Anjou, Astrid Veillon est la fille de Bertrand, vicomte Veillon de La Garoullaye, et de son épouse, née Christine Chêne. Elle est une descendante de Françoise Chatelain de Cressy, connue comme la « grand-mère de La Réunion ».
Elle est la nièce de Patrick Chêne et la cousine de Juliette Chêne.
A l'âge de 9 ans, Astrid emménage à Aix-en-Provence. Afin de réaliser son rêve de devenir comédienne, elle commence dans un premier temps par poser comme mannequin pour des photos de mode, puis des photos de charme.
À 20 ans, elle s'envole pour Paris, où elle intègre l'agence Beauties et participe à quelques publicités telles qu'Andros ou les hôtels Ibis, etc.
Elle est ambassadrice de la Fondation pour la nature et l'homme (Nicolas Hulot).

### Révélation sur TF1 et pic médiatique (années 1990)
Sa carrière de comédienne commence par des participations pour les productions AB. Elle enchaîne avec la série d'action Extrême Limite, pour la chaîne TF1, entre 1994 et 1995. Cette expérience et son physique lui permettent d'accéder à une exposition médiatique importante.
En 1996, elle pose ainsi pour des magazines tels que Playboy et Newlook. En 1998, elle sort un single On Prend La Route, écrit et composé par Félix Gray. À la télévision, elle participe à l'émission de divertissement La Fureur, animée par Arthur, et en tant que comédienne, elle se voit confier des rôles dans des programmes de prime-time des grandes chaînes.
Elle joue ainsi les premiers rôles des téléfilms Marie Fransson, La Femme du boulanger, Un homme en colère et participe à des épisodes des séries Jamais deux sans toi...t, Les Bœuf-carottes, Les Cordier, juge et flic, Nestor Burma, Sous le soleil, Justice et Les Monos.
Jusqu'à être choisie en 2000 par France 2 pour remplacer Sophie Duez pour la série policière Quai n°1 où elle va incarner le commissaire Laurence Delage. Parallèlement, elle incarne Sonia dans le dernier des trois volets de la série de TF1 Fabio Montale, avec Alain Delon dans le rôle-titre, et diffusé en 2002.

### Théâtre et pause télévisuelle (années 2000)
En 2003, elle se lance dans l'écriture d'une pièce de théâtre, dans laquelle elle relate la crise de la trentaine : La Salle de bain, dont la mise en scène est confiée à Jean-Luc Moreau, et jouée à la Comédie de Paris. Elle persiste sur les planches en 2004 avec Les Montagnes russes, écrite par Éric Assous, et mise en scène par Anne Bourgeois. Elle y donne de nouveau la réplique à Alain Delon, pour 100 représentations au Théâtre Marigny.
En 2005, elle décide de quitter la série Quai no 1. Elle mène plusieurs téléfilms : Joséphine et Le chapeau du p'tit Jésus en 2005, La tempête en 2006.
Elle fait également un retour au théâtre en avril 2006 dans une adaptation du classique Les Monologues du vagin, d'Eve Ensler, au Théâtre de Paris, puis Opus Cœur, écrite par Israël Horovitz et mise en scène Stéphan Meldegg, cette fois au Théâtre Hébertot.
En 2007, elle décide de faire une pause et achète une maison à Aix-en-Provence afin de renouer avec sa famille. Elle peut ainsi s'adonner à sa passion pour la photographie et écrire son premier roman, Pourras-tu me pardonner ?, paru en 2008 aux éditions Plon.
En juin 2008, TF1 diffuse le téléfilm Hold-up à l'italienne, dans lequel Astrid joue le rôle de Marion Deschamps, aux côtés de Bruno Wolkowitch, Claudia Cardinale et Jacques Perrin. Elle a confié à un magazine qu'elle avait pour projet d'adapter son roman pour le cinéma.
En juin 2009, sa pièce La Salle de Bain revient à l'affiche au Théâtre Rive Gauche, avec une distribution totalement renouvelée.
Établie à Aix-en-Provence depuis 2008, elle y donne naissance à un petit garçon prénommé Jules le 10 avril 2010. Elle publie alors son deuxième livre, Neuf mois dans la vie d'une femme, aux éditions Calmann-Lévy.

### Retour sur France Télévisions (années 2010)
En 2011, c'est au théâtre Toursky de Marseille qu'elle fait son retour, avec Une traversée sans histoire, écrite par Michel Dossetto et mise en scène par Isabelle Faillard-Pancol. Puis poursuit en 2012 au Théâtre Michel de Paris, avec Ma première fois, écrite par Ken Davenport et mise en scène par Gabriel Olivares.
Elle revient à la télévision rapidement : d'abord grâce à une apparition en 2013 dans la série de TF1, Alice Nevers, le juge est une femme, puis par deux téléfilms sur France 2 : en 2014 dans le registre de l'action avec Piège blanc, réalisé par Abel Ferry, puis le plus social Changement de cap, de Nicolas Herdt. Elle ne néglige pas pour autant le théâtre en défendant la pièce Coiffure et confidences, de Robert Harling et mise en scène par Didier Caron.
Parallèlement, elle reste fidèle à France Télévisions : en 2015, elle participe au troisième épisode de la série judiciaire de France 3 La Loi d'Alexandre, réalisé par Claude-Michel Rome, et de la série policière Commissaire Magellan. Et au Théâtre Toursky de Marseille, elle joue dans la pièce Mathilda, écrite par Michel Dossetto et mise en scène par Richard Martin.
En 2016, elle apparaît dans la seconde saison de la série médicale de France 2 Nina et dans Meurtres à Aix-en-Provence, de nouveau sous la direction de Claude-Michel Rome.
Elle revient surtout en héroïne d'une série régulière : elle prête ses traits au commandant Léa Soler dans Tandem, développée par Christophe Douchand et Emmanuel Rigaut.

## Filmographie

### Cinéma
- 1993 : Tatoo de Grégori Baquet (court-métrage)
- 1994 : L'Affaire de Sergio Gobbi : une call-girl
- 1998 : Sans mobile apparent de David d'Aquaro (court-métrage)
- 2000 : Old School de Karim Abbou :  Jeanine Dupont, journaliste 2KTV
- 2001 : Opération Espadon de Dominic Sena : l'employée de banque
- 2006 : Terminus de Francis Veber (court-métrage)
- 2013 : Un prince (presque) charmant de Philippe Lellouche : Liliane

### Télévision
- 1991 - 1992 : Premiers Baisers : Adeline
- 1993 : Le miel et les abeilles : Véronique
- 1994 - 1995 : Extrême Limite : Paloma
- 1995 : Les Garçons de la plage, épisodes no 81 et suivants : Barbara une touriste du club.
- 1995 : La Philo selon Philippe
- 1996 - 1997 : Jamais deux sans toi...t de Dominique Masson, Emmanuel Fonlladosa, Bernard Dumont : Charlotte
- 1996 : Les Bœuf-carottes épisode 2 : Sonia de Peter Kassovitz : Nathalie
- 1997 : Highlander de Gérard Hameline : Desiree (1 épisode : saison 5, épisode 13)
- 1997 : Nestor Burma de Jean Marbœuf épisode En garde Burma ! : Laura Morelli
- 1997 : Paradis d'enfer de Dominique Masson, Emmanuel Fonlladosa : Charlotte Monterey
- 1998 : Sous le soleil d'Olivier Bremond et Pascal Breton (saison 3 et 4, jusqu'à l'épisode Un pas de trop) : Terry, chanteuse
- 1998 : Groupe nuit de Patrick Jamain
- 1998 : La femme du boulanger de Nicolas Ribowski d'après Marcel Pagnol : Aurélie
- 1998 : Les Cordier, juge et flic de Paul Planchon, no 28  Née en prison : Laura
- 1998 : Marie Fransson de Jean-Pierre Vergne : Anne Paonescu
- 1999 : Justice de Gérard Marx : Élise
- 1999 : Les Monos épisode 5 :  Quand ça t'arrive de Patrick Volson : Malou
- 1999 : Un homme en colère de Didier Albert, Laurence Katrian... : Debbie
- 2000 : 72 heures d'Éric Summer, « La mort aux deux visages » : Aline
- 2000 : Commissaire Moulin de Gilles Béhat, « Mortelle séduction » : Patricia
- 2000 : Les Redoutables d'Yves Boisset (série court-métrage)
- 2001 - 2005 : Quai numéro un de Patrick Jamain : Laurence Delage
- 2002 : Fabio Montale de José Pinheiro, 3e volet  Solea : Sonia Bertone
- 2002 : Accords et à cris de Benoît d'Aubert : Anne Versois
- 2005 : Joséphine de Jean-Marc Vervoort : Joséphine
- 2005 : Le chapeau du p'tit Jésus de Didier Grousset : Cécile
- 2006 : La Tempête de Bertrand Arthuys : Julia
- 2008 : Les Corbeaux réalisé par Régis Musset et écrit par Laurent Scalese : Sonia
- 2008 : Hold-up à l'italienne de Claude-Michel Rome : Marion Deschamps
- 2009 : Rencontre avec un tueur de Claude-Michel Rome : Raphaëlle Sauléac
- 2013 : Alice Nevers, le juge est une femme (saison 11 épisode 3 : Trop d'amour) : Margaux Laroque
- 2014 : Piège blanc d'Abel Ferry : Marie Joncquet
- 2014 : Changement de cap de Nicolas Herdt : Rosine Legrand
- 2015 : La Loi d'Alexandre de Claude-Michel Rome (épisode 3) : Catherine Pacaud
- 2015 : Commissaire Magellan (épisode Jet, set et meurtres) de Étienne Dhaene : Hélène Castelle
- 2016 : Nina (épisode Deuxième chance) de Eric Le Roux : Sandrine
- 2016 - 2023 : Tandem, série de Christophe Douchand et Emmanuel Rigaut : Léa Soler
- 2016 : Meurtres à Aix-en-Provence de Claude-Michel Rome : Anne Giudicelli
- 2019 : Caïn (épisode Harcèlement) de Thierry Petit : Astrid Darmont
- 2020 : Crimes parfaits (épisode Légitime défiance) de François Guérin : Irène Delaune
- 2022 : Léo Matteï, Brigade des mineurs (saison 9), Le poison du secret : Marine
- 2024 : Tandem (épisode spécial Retour vers le passé) d'Astrid Veillon : Léa Soler

### Réalisation
- 2024 : Tandem (épisode spécial Retour vers le passé) : Léa Soler

## Théâtre
- 2003 : La Salle de bain d'Astrid Veillon, mise en scène Jean-Luc Moreau, Comédie de Paris
- 2004 : Les Montagnes russes d'Eric Assous, mise en scène Anne Bourgeois, Théâtre Marigny
- 2006 : Les Monologues du vagin d'Eve Ensler, mise en scène Isabelle Rattier, Théâtre de Paris
- 2006 : Opus Cœur d'Israël Horovitz, mise en scène Stephan Meldegg, Théâtre Hébertot
- 2011 : Une traversée sans histoire de Michel Dossetto, mise en scène Isabelle Faillard-Pancol, Théâtre Toursky (Marseille)
- 2012 : Ma première fois de Ken Davenport, mise en scène Gabriel Olivares, Théâtre Michel[1]
- 2014 : Coiffure et confidences de Robert Harling, mise en scène Didier Caron, tournée
- 2015 : Mathilda de Michel Dossetto, mise en scène Richard Martin, Théâtre Toursky (Marseille)
- 2024-2025 : Et si on en parlait ? d'Astrid Veillon, mise en scène Anne Bourgeois, en tournée

## Musique
Tous en scène contre la Sclérose En Plaques : concert le 4 octobre 2008 à Châtenay-Malabry au théâtre de la Piscine et le 25 octobre 2008 à Troyes (parrain : Grégori Baquet ; marraine : Cécilia Cara).
Tous en Scène contre la Sclérose en Plaques : concert le 3 octobre à Troyes, et le 17 octobre à Châtenay-Malabry (92) au théâtre de la Piscine.
On Prend La Route, écrit et composé par Félix Gray en 1998.

## Publications
- 2002 : La Salle de bain, pièce de théâtre.
- 2008 : Pourras-tu me pardonner ?, Plon (roman)
- 2010 : Neuf mois dans la vie d'une femme, Calmann-Lévy
- 2021 : Pourquoi nous ?, Plon (roman)